# Frenelle-la-Grande
Frenelle-la-Grande é uma comuna francesa na região administrativa do Grande Leste, no departamento de Vosges. Estende-se por uma área de 5.5 km². Em 2010 a comuna tinha 111 habitantes (densidade: 20,2 hab./km²).